# Elvetemült gyilkos
Az Elvetemült gyilkos (eredeti cím: Cult Killer) 2024-ben bemutatott amerikai bűnügyi filmthriller, melyet Charles Burnley forgatókönyvéből Jon Keeyes rendezett. A főbb szerepekben Alice Eve és Antonio Banderas látható.
Az Amerikai Egyesült Államokban 2024. január 19-én debütált a mozikban. Magyarországon 2025. május 30-án mutatta be szinkronizálva a Mozi+.

## Cselekmény
Mikeal Tallini magánnyomozó pártfogoltja, Cassie Holt tanácsainak és segítségének köszönhetően vált sikeres nyomozóvá. Amikor mentorát brutálisan meggyilkolják, Holt érdeklődni kezd a sorozatgyilkos profilja iránt, akit hozzá hasonló trauma, gyermekkorukban elszenvedett szexuális bántalmazás ért. 
Holt egy olyan elit ír társaságról lebbenti fel a fátylat, amely pedofil bűncselekményeket követ el, ezzel a gyilkos célkeresztjébe kerülve.

## Szereplők
- Alice Eve – Cassie Holt
- Antonio Banderas – Mikeal Tallini
- Paul Reid – Rory McMahon
- Shelley Hennig – Jamie Douglas

## A film készítése
A filmet Charles Burnley forgatókönyvéből Jon Keeyes rendezte. A film eredeti munkacíme The Last Girl („Az utolsó lány”) volt. A film producerei Jordan Yale Levine, Jordan Beckerman, Michael J. Rothstein (Yale Productions), valamint Richard Bolger és Conor Barry (Hail Mary Pictures), és Richard Clabaugh voltak.
2022 júniusában Alice Eve, Shelley Hennig és Antonio Banderas csatlakozott a szereplőgárdához.
A forgatás Írországban zajlott, 2022 szeptemberében fejeződött be.

## Bemutató
A film 2024. január 19-én jelképes mozibemutatót kapott az Amerikai Egyesült Államokban, mielőtt a streaming szolgáltatók számára elérhetővé tették volna. más országokban korlátozott számú moziban jelent csak meg. 
Az észak-amerikai bevételeiről nincsenek adatok, a többi országban 78 474 dolláros bevételt ért el a jegypénztáraknál.

## Fordítás
- Ez a szócikk részben vagy egészben  a   Cult Killer című angol Wikipédia-szócikk ezen változatának fordításán alapul.  Az eredeti cikk szerkesztőit annak laptörténete sorolja fel. Ez a jelzés csupán a megfogalmazás eredetét és a szerzői jogokat jelzi, nem szolgál a cikkben szereplő információk forrásmegjelöléseként.